# Myosotis suavis
Myosotis suavis är en strävbladig växtart som beskrevs av Donald Petrie. Myosotis suavis ingår i släktet förgätmigejer, och familjen strävbladiga växter. Inga underarter finns listade i Catalogue of Life.